# Vodun

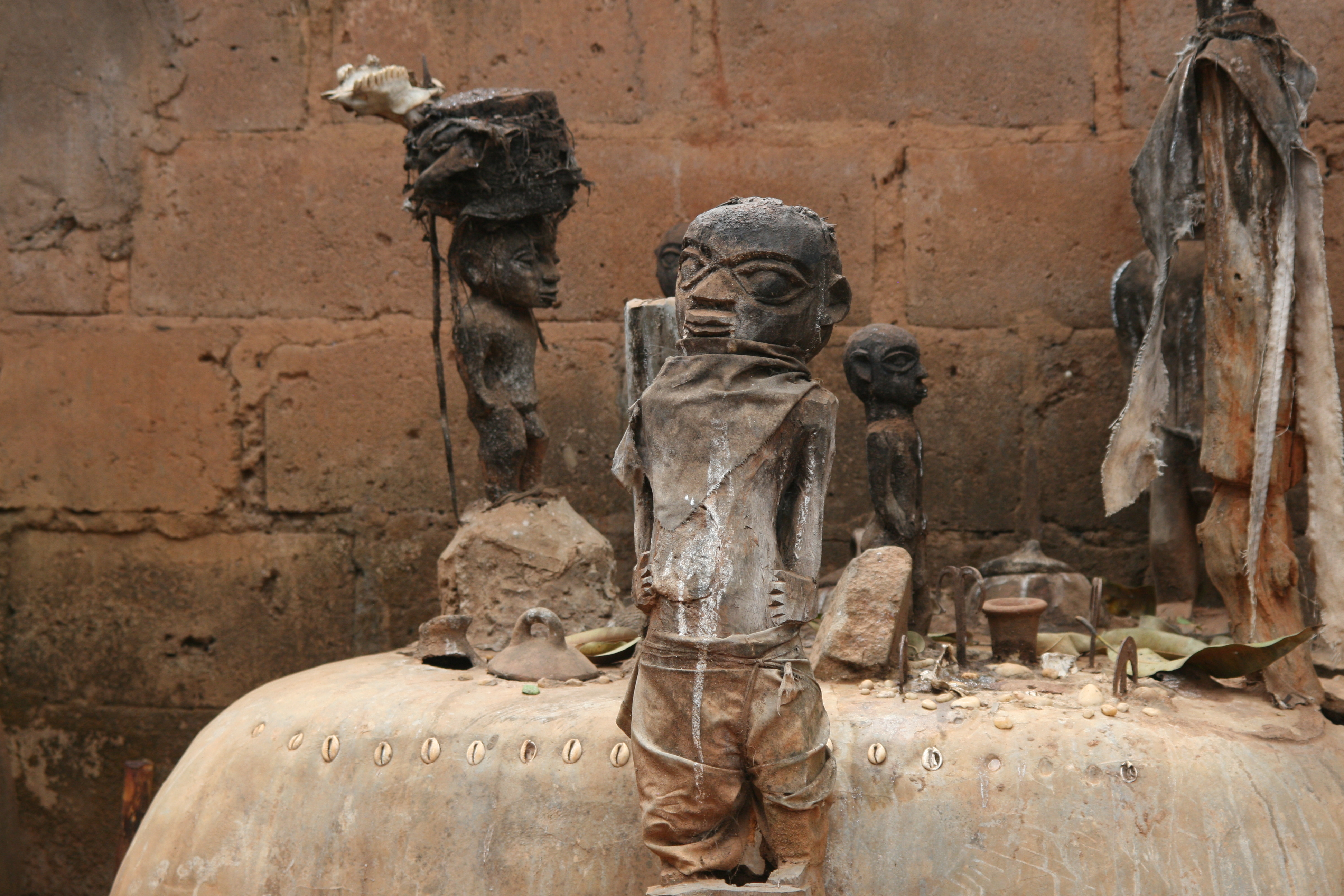
Bàn thờ Vodun với một số vật thờ ở Abomey, Benin.

Vodun (nghĩa là ma quỷ trong tiếng Fon và Ewe, /vodṹ/ với thanh điệu mũi ở chữ u; cũng có các tên khác như Vodon, Vodoun, Vodou, Voudou, Voodoo, v.v...) là một tôn giáo của người Ewe ở miền đông và nam Ghana, miền nam và miền trung Togo; và của các tộc người Kabye, Mina và Fon ở miền nam và miền trung Togo, miền nam và miền trung Benin. Đây cũng là tôn giáo của người Gun ở Lagos và người Ogun ở vùng tây nam Nigeria. Tất cả các tộc người nói trên thuộc về các nhóm dân tộc nói tiếng Gbe của Tây Phi.